# Гермафродит (мифология)
Гермафроди́т (др.-греч. Ἑρμαφρόδιτος, Hermaphroditos; лат. Hermaphroditus) — согласно древнегреческой мифологии, прекрасный юноша, сын посланника богов Гермеса и богини любви Афродиты. Он либо изначально был двуполым, либо, согласно более поздним версиям мифа, стал таковым, будучи слит богами в единый организм с влюблённой в него нимфой Салмакидой. Имя Гермафродита стало нарицательным для обозначения животных и людей, обладающими признаками обоих полов. Позднее этот термин перешёл в биологию и медицину.

## Миф
Согласно древнегреческой мифологии Гермафродит был сыном богов Гермеса и Афродиты, о чём свидетельствует его имя. От родителей он унаследовал невероятную красоту. Гермафродит приходился правнуком Атланту, из-за чего его также называли Атлантиад или Атлантиус. Его вскормили наяды на горе Ида во Фригии. В возрасте пятнадцати лет Гермафродит отправился путешествовать по Малой Азии. Во время странствий по Карии он остановился отдохнуть и искупаться в источнике около Галикарнаса. Его увидела водяная нимфа Салмакида, она страстно влюбилась в юношу и попыталась завоевать его симпатию. Однако её чувства были им отвергнуты. Тогда во время купания Гермафродита в источнике она прильнула к нему и обратилась к богам с горячей просьбой навеки соединить её с возлюбленным в единое целое. Боги выполнили желание нимфы, и эти двое слились в одно двуполое существо, обладающее одновременно и мужскими, и женскими признаками, — в «гермафродита».
Гермафродит, увидев, какие изменения с ним произошли, молил богов о том, чтобы та же участь постигала каждого мужчину, который искупается в источнике Салмакиды или утолит из него жажду. И, по преданию, в дальнейшем всякий представитель мужского пола, который пил из этого источника либо погружался в его воды, повторял судьбу Гермафродита — если и не обращался в двуполое создание, то по меньшей мере обретал «женственный» облик.
При его рождении Аполлон хотел, чтобы он был мальчиком и погиб на воде.
По некоторым данным — возлюбленный Диониса.

## В античной культуре
Источники мифа о Гермафродите немногочисленны. Изначально он возник на греческом Кипре под влиянием соседних восточных культур, где уже были известны полуженские-полумужские божества. Возможно, этот миф появился в результате переосмысления древних форм поклонения природе, в которой двуполость как явление часто встречается. А возможно, он имел эстетико-философские источники. Первично на Кипре поклонялись богине Афродите в мужской ипостаси — её статуи изображались с бородой. Позднее выделился отдельный культ двуполого божества — Афродитоса. В честь него отмечали праздник, во время которого мужчины и женщины выходили, облачившись в одежду для противоположного пола. Аналогичные обычаи были в пелопоннесском Аргосе, где торжественно отмечали победу местных женщин с Телесиллой во главе над войсками спартанского царя Клеомена I.
Примерно в V веке до н. э. культ Афродитоса был перенесён на континентальную Грецию в Афины, после чего трансформировался в представление о двуполом сыне Гермеса и Афродиты Гермафродите. При этом его имя и образ преобразовались благодаря изображениям в виде гермы с мужскими половыми органами и с женским телом В IV веке до н. э. в Аттике он получил большую популярность. В Алопеке располагался храм Гермафродита.
Гермафродитов считали либо богами, которые время от времени появляются среди людей, либо чудовищами.
Существовала комедия Посидиппа «Гермафродит».
| |                                        |                                                         |                                                                         |                                                                     |                                   |                                                   |                                              |                                                      |
| Пан и Гермафродит, Пан, убегающий с отвращением после обнаружения двуполой природы Гермафродита, дом Диоскуров, Помпеи ок. 1-50 гг. н.э. Национальный археологический музей Неаполя | Гермафродит. Национальный музей Швеции | Гермафродит. Национальный археологический музей Мадрида | Гермафродит и Силен. Помпеи. Национальный археологический музей Неаполя | Гермафродит. Геркуланум. Национальный археологический музей Неаполя | Гермафродит. Старый музей Берлина | Гермафродит и сатир. Музей искусств Лос-Анджелеса | Спящий Гермафродит. Эрмитаж. Санкт-Петербург | Камея «Спящий Гермафродит». Эрмитаж. Санкт-Петербург |

## В европейской культуре
Миф о Гермафродите стал одним из популярных сюжетов в европейском искусстве. В эпоху Возрождения этот образ стал мотивом картин Мабюза, Понтормо, Бартоломеуса Спрангера, Скарселино и других. В эпоху барокко к этому мифу обращались Лодовико Карраччи, Франческо Альбани, Луи Финсон, Джованни Антонио Пеллегрини, Жан-Франсуа де Труа, Йоханнес Глаубер и другие.
К мифу о Гермафродите обращалась британская рок-группа Genesis в своей песне «The Fountain of Salmacis» из альбома Nursery Cryme
|                                                                             |                                                                             |                                                     |                                                                                    |                                                              |                                                                |                                                         |                                                                |                                                                                      |                                                                  |                                                            |                                          |                                            |
| Гермафродит как кариатида. Джулио Романо. 1510-1521. Рейксмюсеум, Амстердам | Салмакида и Гермафродит. Мабюз. Ок. 1517 г.. Музей Бойманса — ван Бёнингена | Гермафродит. Понтормо. 1538–1543 гг. Галерея Уффици | Салмакида и Гермафродит. Б. Спрангер. 1580–1582 гг.. Музей истории искусств в Вене | Салмакида и Гермафродит. Скарселино. 1585 г. Галерея Боргезе | Салмакида и Гермафродит. Л. Карраччи. XVII в. Частное собрание | Салмакида и Гермафродит. Ф. Альбани. 1630–1640 гг. Лувр | Салмакида и Гермафродит. Л. Финсон. Ок. 1600. Частное собрание | Салмакида и Гермафродит. Ф.-Ж. Навез. 1829 г. Музей изобразительных искусств в Генте | Салмакида и Гермафродит. Д. Карновалли. 1856 г. Частное собрание | Салмакида и Гермафродит. Ж. О. Д. Энгр. XIX в. Музей Энгра | Гермафродит и розы. О. Бёрдслей. 1892 г. | Салмакида и Гермафродит. Р. Банни. 1919 г. |

## Литературные памятники
- Овидий. 285-388 // Метаморфозы / Пер. С. В. Шервинский, прим. Ф. А. Петровский. — М.: Художественная литература, 1977. — 432 с. — (Библиотека античной литературы). — 40 000 экз.